# 1,2-重排反应
1,2-重排或1,2-遷移或1,2-移位或特莫爾1,2-移位是一種有機反應，從化學化合物的其中一個原子的取代基移動到的另一個原子上。一個1，2移位運動為兩個相鄰的原子相較於移動越過較大距離是可能的。例如，從碳原子C2上的取代基R移動到C3上的例子。
重排是分子內的作用,起始化合物和反應產物是結構異構物。1,2-重排屬於一大類的化學反應稱為重排反應。
涉及氫原子重新排列被稱為1,2-氫化移。如果重新排列的取代基是烷基，則它被命名為根據該烷基的陰離子：即1,2-甲基化位移，1,2-乙基化位移等等。

## 反應機制
1,2-重排反應通常是起始於反應中間體的形成,如：
- 在親核性的重排反應或陰離子轉移重排反應中的碳陽離子異種溶解
- 在親電子性重排反應或陽離子轉移重排反應中的碳陰離子
- 自由基同種溶解(均裂)。
- 硝基苯抽出物

在重排反應的第二個步驟,取代基位移的驅動力為去形成一個更穩定的中間體，例如一個三級碳陽離子會比二級碳陽離子來的更穩定，因此，如果用三級結構的新戊基溴經SN1反應得到的乙醇產量，會比用一級的來的多。
碳陽離子的重排比負碳離子或自由基的對應更為常見。該現象可以用休克爾規則來解釋，一個環狀碳陽離子的過渡態具芳香性而且是穩定的，因為它擁有2個電子。另一方面,在陰離子過渡態是有4個電子存在的,這樣是具反芳香性而且不穩定，一個自由基的過渡狀態既不為不穩定也不為穩定。
最重要的碳正離子1,2-重排反應為瓦格纳－梅爾外因重排反應,而碳陰離子1,2-重排反應則為二苯乙醇酸重排反應。

## 自由基的1,2-重排反應
最早的自由基1,2-重排反應為1911年海因里希·奧托·威蘭所發表的,為雙(三苯基甲基)過氧化物1至四苯基乙烷2的轉化率。
反應的進行是通過三苯甲基自由基A，以 2-（苯氧基甲基）-1,1-二苯基自由基C及其二聚體進行重排反應。目前還不清楚是否這個重排的環己二烯基自由基中間體B為過渡狀態或反應中間體,因為它（或任何其它此類種化合物）由ESR光譜進行檢測但迄今未能實現。
一個不太常見的自由基1,2-移位的例子可以在某些多環芳香族化合物的氣相熱解過程中找到。1,2-重排反應的芳香基所需要的能量(可達60千卡/莫耳或250千焦耳/莫耳），但比要求的質子化作用而形成芳香炔少得多（82千卡/莫耳或340千焦耳/莫耳）。因此在烯烴自由基的質子化炔為首選。

## 1,2-重排反應
以下的各種反應機制為1,2-重排反應:
- 维蒂希重排反應
- 貝克曼重排反應
- 二苯乙醇酸重排反應
- Brook重排反應
- Criegee重排反應
- 庫爾提斯重排反應
- Dowd–Beckwith擴環反應
- 法沃爾斯基重排反應
- 傅-克反應
- Fritsch–Buttenberg–Wiechell重排反應
- 霍夫曼降解反應
- 洛森重排反應
- 嚬哪醇重排反應
- Seyferth–Gilbert增碳反應
- 單分子親核取代反應
- 斯蒂文斯重排反應
- 瓦格纳－梅爾外因重排反應
- Westphalen–Lettré重排反應
- 沃爾夫重排反應

## 1,3-重排反應
1,3-重排反應,反應產生的距離超過3個碳原子。
例如：
- 弗賴斯重排反應
- 馬鞭草烯酮的1,3-二烷基轉移到菊油環酮上